# 国富村 (福井県)
国富村（くにとみむら）は福井県遠敷郡にあった村。現在の小浜市中心部の北東一帯、北川右岸にあたる。

## 地理
- 河川：北川

## 歴史
- 1889年（明治22年）4月1日 - 町村制の施行により、太良庄村、高塚村、栗田村、次吉村、羽賀村、奈胡村、熊野村の区域、上竹原村の区域の一部（後の丸山）及び湊村の区域の一部の区域をもって、国富村が発足する。
- 1951年（昭和26年）3月30日 - 小浜町、内外海村、松永村、国富村、遠敷村、今富村、口名田村及び中名田村が合併して、小浜市が発足する。